# Minnipa
Minnipa är en ort i Australien. Den ligger i kommunen Wudinna och delstaten South Australia, omkring 390 kilometer nordväst om delstatshuvudstaden Adelaide. Antalet invånare är 254.
Trakten runt Minnipa är nära nog obefolkad, med mindre än två invånare per kvadratkilometer.. Minnipa är det största samhället i trakten.
Trakten runt Minnipa består till största delen av jordbruksmark. Genomsnittlig årsnederbörd är 420 millimeter. Den regnigaste månaden är juni, med i genomsnitt 76 mm nederbörd, och den torraste är november, med 11 mm nederbörd.